# Klubbensborg

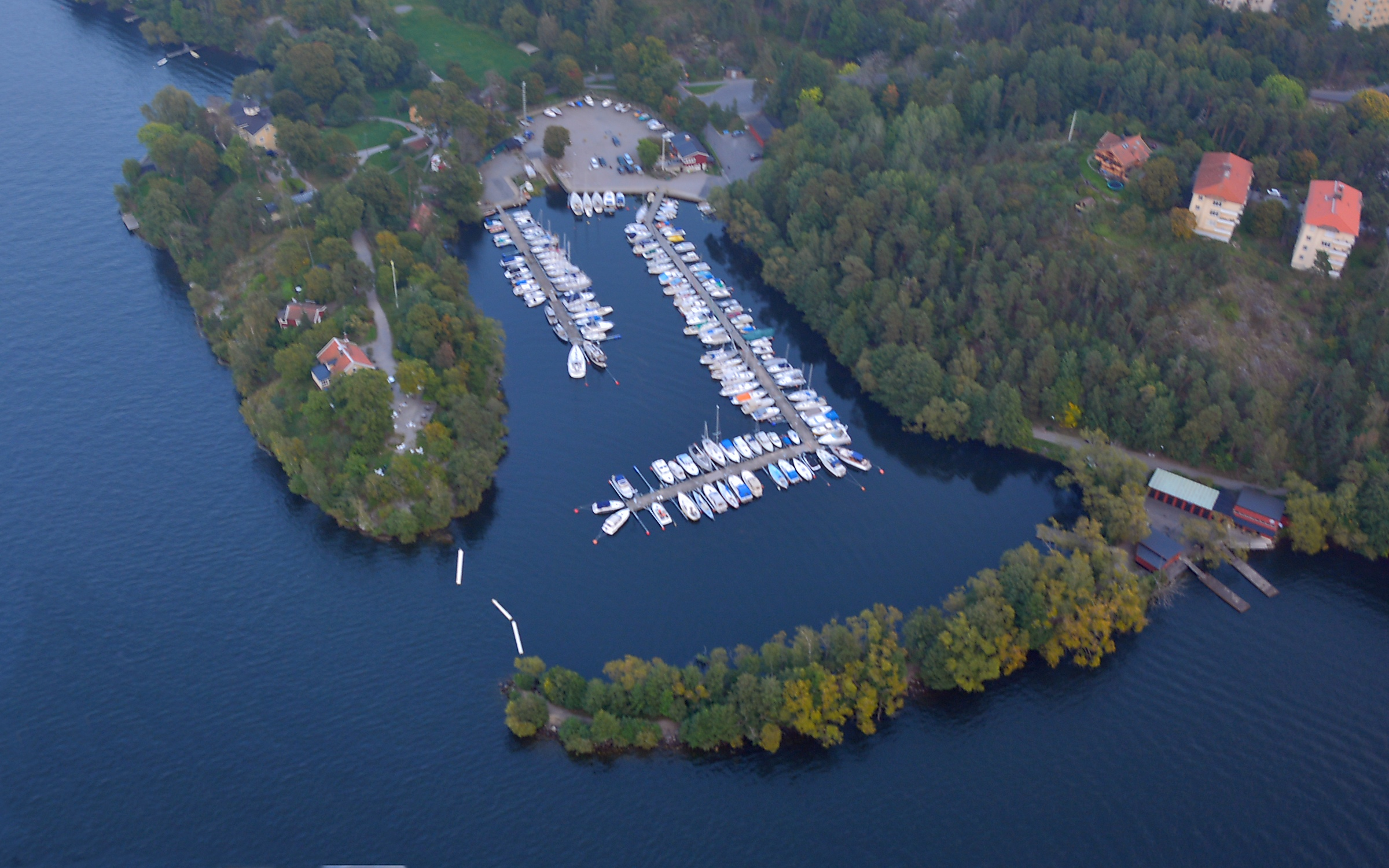
Klubbensborg och Mälarhöjdens båtklubb.

Klubbensborg är en halvö i Mälaren vid Hägersten/Mälarhöjden i Stockholm. Fritidsgården Klubbensborg har sin verksamhet här med vandrarhem, konferenshotell, café och camping.

## Historik

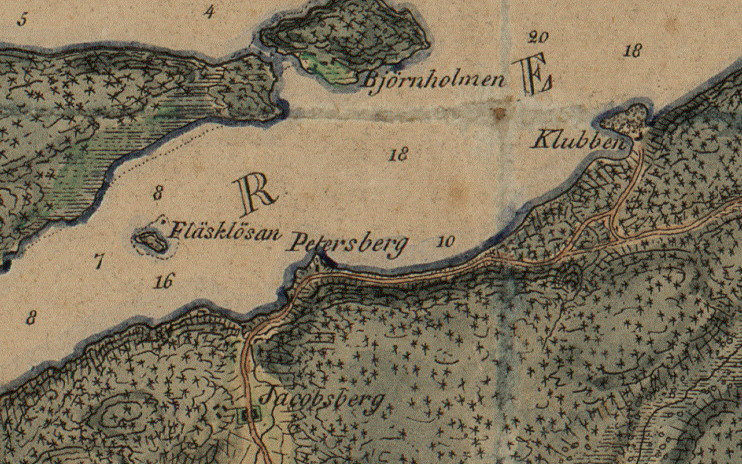
Klubbensborg och Pettersberg, 1817.

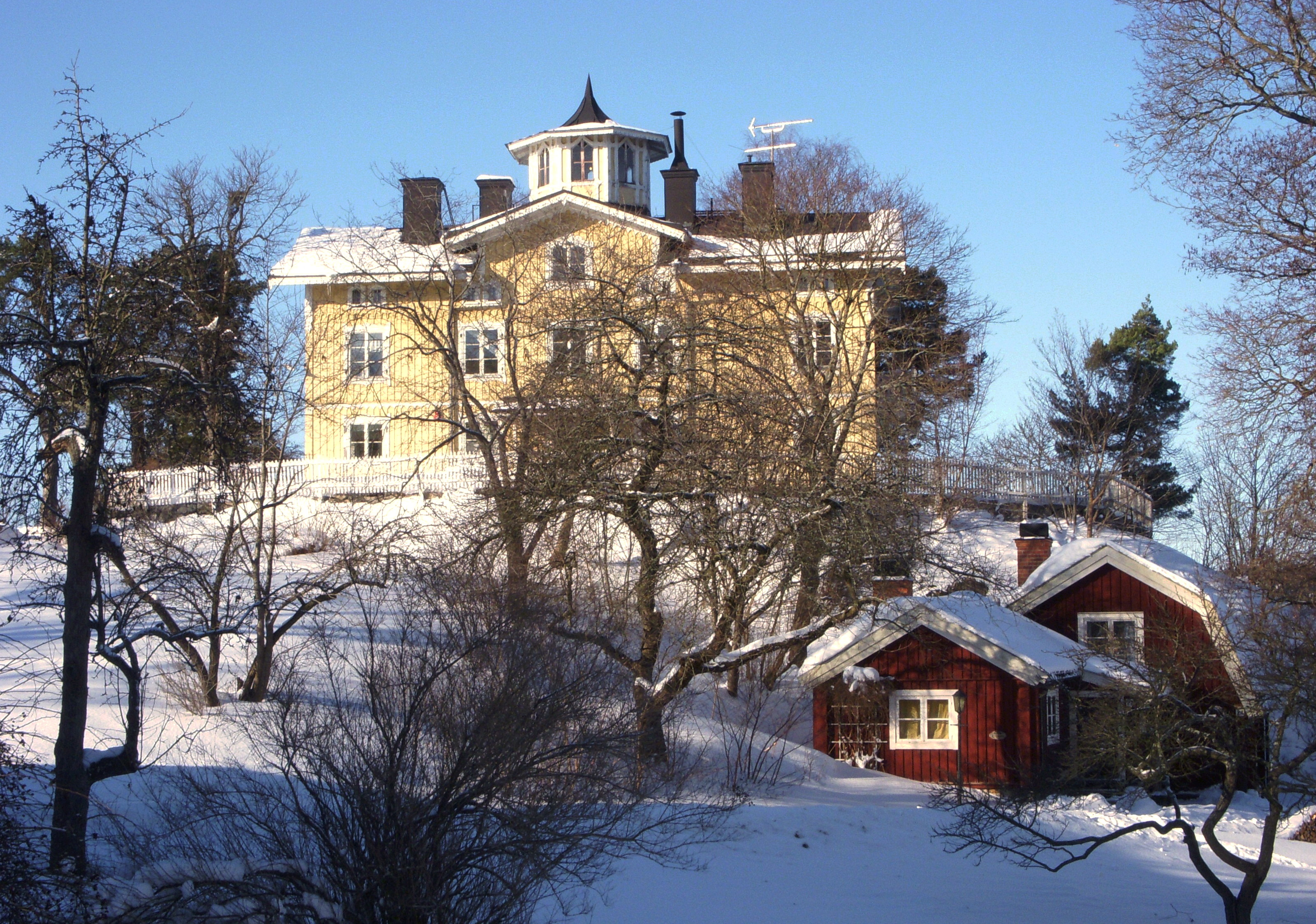
Tornvillan och längst till höger Lilla krogen och Fader Höks krog, 2010.

Det äldsta kända namnet är från slutet av 1600-talet, då Klubben hörde till Årsta gård. Ordet klubb och klubbe finns i namn på holmar, skär och uddar. "Klubben" är en benämning som förekom för att beteckna ett mindre berg eller höjd som är ett tydligt landmärke. 
På halvön Klubbensborg har det funnits krogrörelse sedan 1700-talet. Då gick en av de stora vintervägarna på Mälarens is till och från Stockholm. Krogen bestod av själva krogstugan och ett brygghus; detta är de båda röda stugorna ("Lilla krogen" och "Fader Höks krog") som fortfarande ligger kvar vid stranden. En Fader Hök fanns inte här; det namnet kan man tacka Carl Michael Bellman för. Det gulmålade "Värdshuset Klubben" uppfördes någon gång i mitten av 1700-talet. Hur länge krogrörelsen fanns kvar är oklart, men mycket tyder på att de blev utkonkurrerade av ångbåtarna som började sitt intåg i Mälaren omkring 1820.

## Klubben och Bellman
Carl Mikael Bellmans syster och svåger bodde på 1770-talet inte långt härifrån på Hägerstens gård. Bellman själv har vistats på Klubben. Hans epistlar "Rörande kortspelet på Klubben" (nr 42) och "Angående landstigningen vid Klubben i Mälaren en sommarafton 1769" (nr 49) tilldrar sig här. Gamla "Värdshuset Klubben", den höga gulmålade trävillan, kallades tidigare "Bellmanvillan" men har idag återfått sitt tidigare namn.

## Sommarnöjen
Fram till 1910-talet, innan spårvägen byggdes ut till Mälarhöjden, var vattenvägarna den snabbaste och bekvämaste färdvägen längs Mälaren. Kring 1825 fanns fem ångbåtar i reguljär trafik på Mälaren, alla hade matservering om bord. Sedan 1840 fanns "Klubbensborg" med på turlistan för sträckan Stockholm - Fittja.
På 1800-talets slut uppförde stockholmarna sina sommarnöjen längs Mälarens stränder. En av dem är den gulmålade "Tornvillan" med åttkantigt torn som ligger på holmens högsta punkt. Tornvillan och de tre andra stora sommarvillorna på udden ("Sjövillan", "Uddvillan" och "Tvärvillan") uppfördes samtliga omkring 1870.
En annan sommarvilla, kallad Villa Sagatun, byggdes på höjden söder om Klubbensborg. Byggherren var läkaren Gustaf Retzius med hustru Anna. Huset är en modifierad kopia av arkitekt Carl Curmans byggnader i fornnordisk stil vid Lysekils badinrättning. Paret förvärvade Klubbenområdet och bodde på Klubbens värdshus 1881 medan Villa Sagatun restes på höjden.

### Historiska bilder

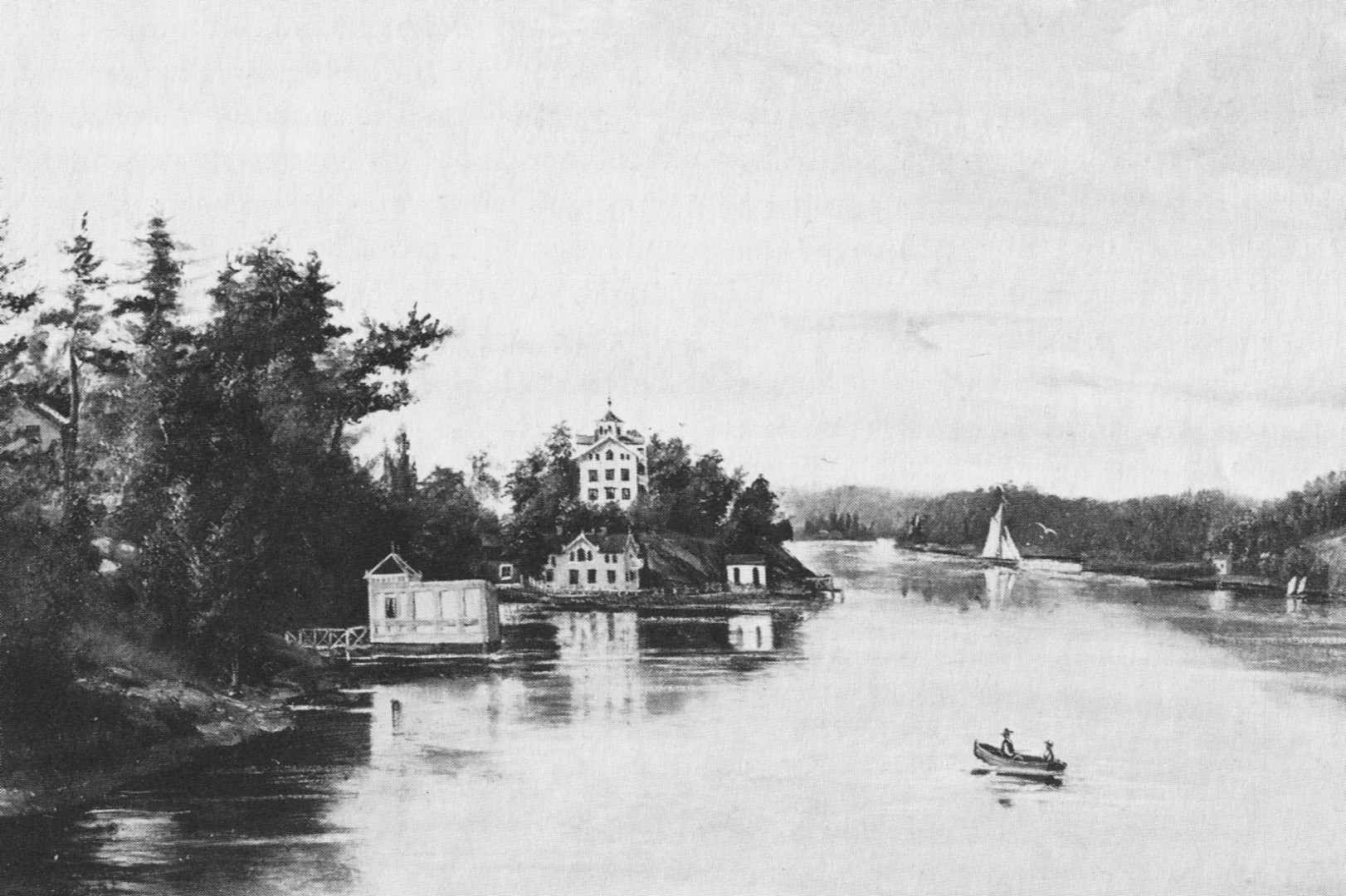
Viken och Tornvillan på Klubbensborg 1880
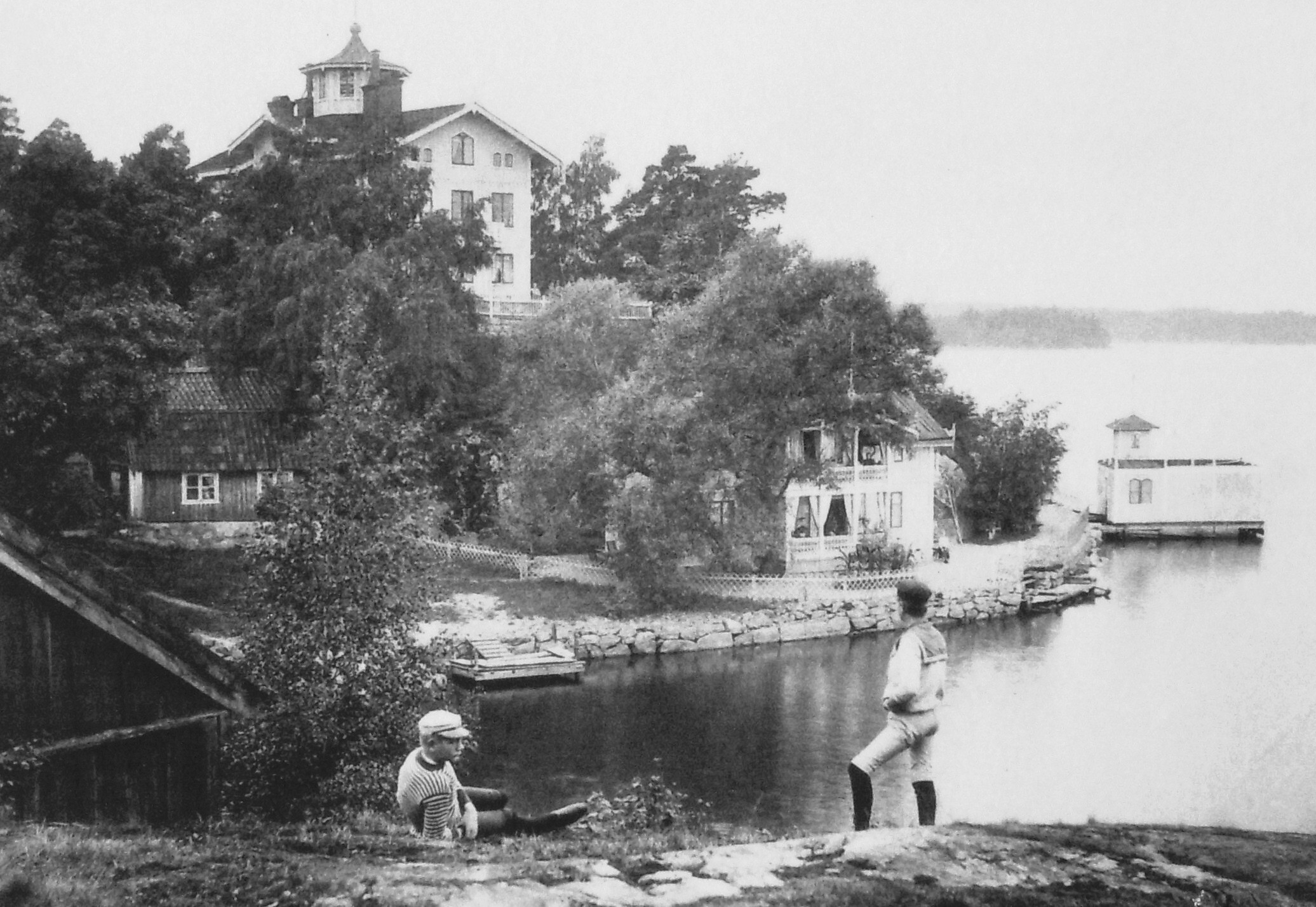
Tornvillan och badhus i Mälaren 1890
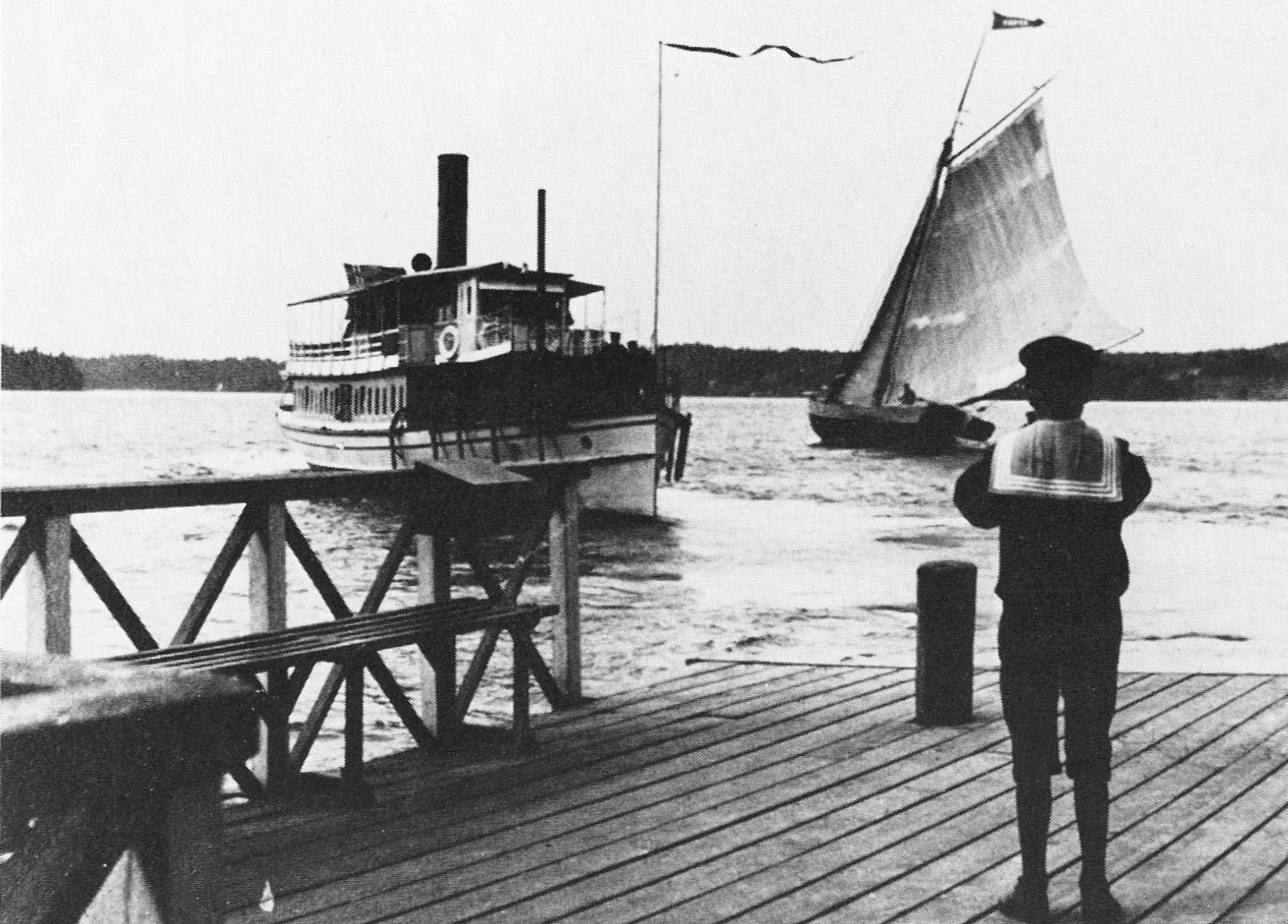
S/S Sjöfröken lämnar Klubbenborgs brygga, 1901
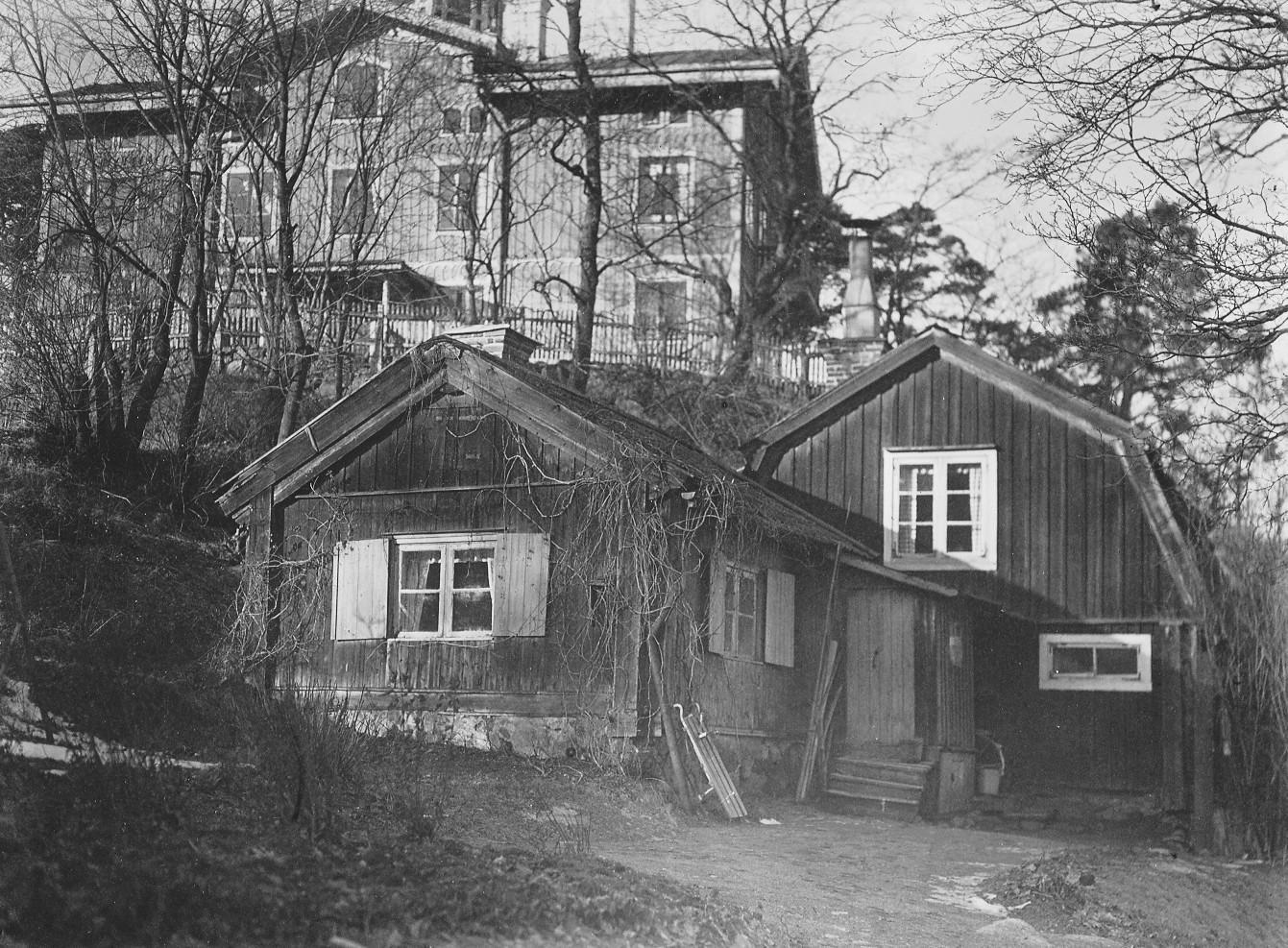
Lilla krogen och Fader Höks krog med Tornvillan i bakgrunden 1946
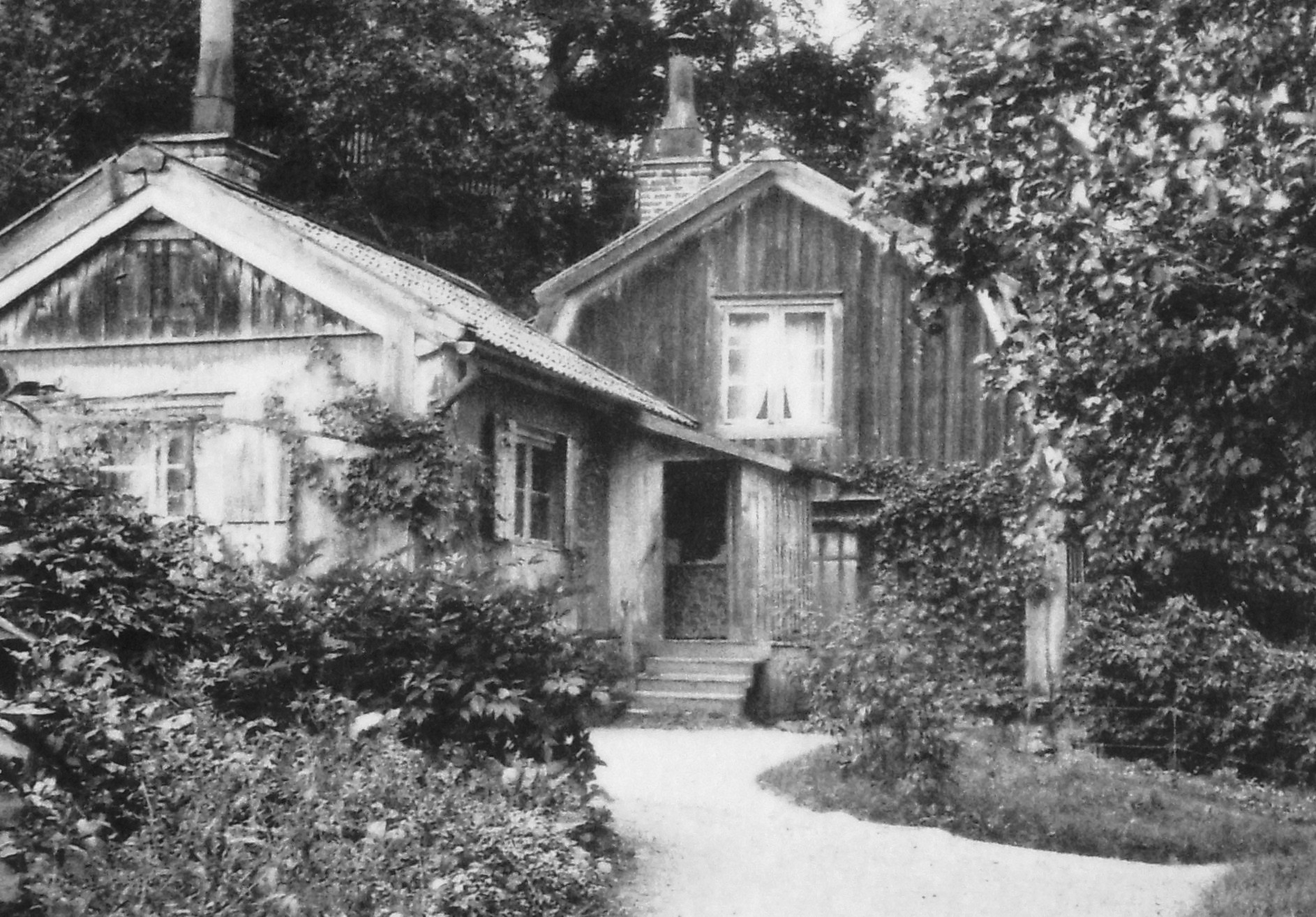
Lilla krogen och Fader Höks krog 1948

## Fritidsgården Klubbensborg
I slutet av  1930-talet såldes området till Stockholms stad och efter 1938 hyrde föreningen Fritidsgården Klubbensborg byggnaderna och började sin verksamhet här. På 1970-talet genomfördes en omfattande renovering av byggnaderna och 1998 fick föreningen möjlighet att köpa husen på halvön. Föreningen bedrivs utan vinstintresse och får inte några bidrag. Föreningens medlemmar är Andreaskyrkan, Stockholm (Södra Missionsförsamlingen), Betelkyrkan (Hägerstens baptistförsamling), Högdalskyrkans missionsförsamling, Mikaelikyrkan, Skärholmen (Mikaelikyrkans missionsförsamling), Triangelkyrkan (Enskede frikyrkoförsamling), samt Älvsjökyrkan (Älvsjö missionsförsamling). Föreningen har även anläggningar på Lindholmen och vid Gålö.
Idag används Klubbensborg som konferenshotell och vandrarhem. "Fader Höks krog"  är en av sovstugorna knutet till vandrarhemmet. Vid Klubbensborg finns också "Café Uddvillan" med utsikt över farleden ut från Stockholm mot Drottningholm. Klubbensborg har även en campingplats för både husvagnar och tält. På sydvästra sidan om Klubbensborg ligger, väl skyddat i en naturhamn, Mälarhöjdens båtklubb för fritidsbåtar.
Lilla krogen, Fader Höks krog och Klubbens värdshus är blåmärkta av Stadsmuseet i Stockholm vilket innebär "att bebyggelsen bedöms ha synnerligen höga kulturhistoriska värden". Övriga byggnader är grönmärkta som betyder att de är "särskilt värdefulla från historisk, kulturhistorisk, miljömässig eller konstnärlig synpunkt".

### Nutida bilder

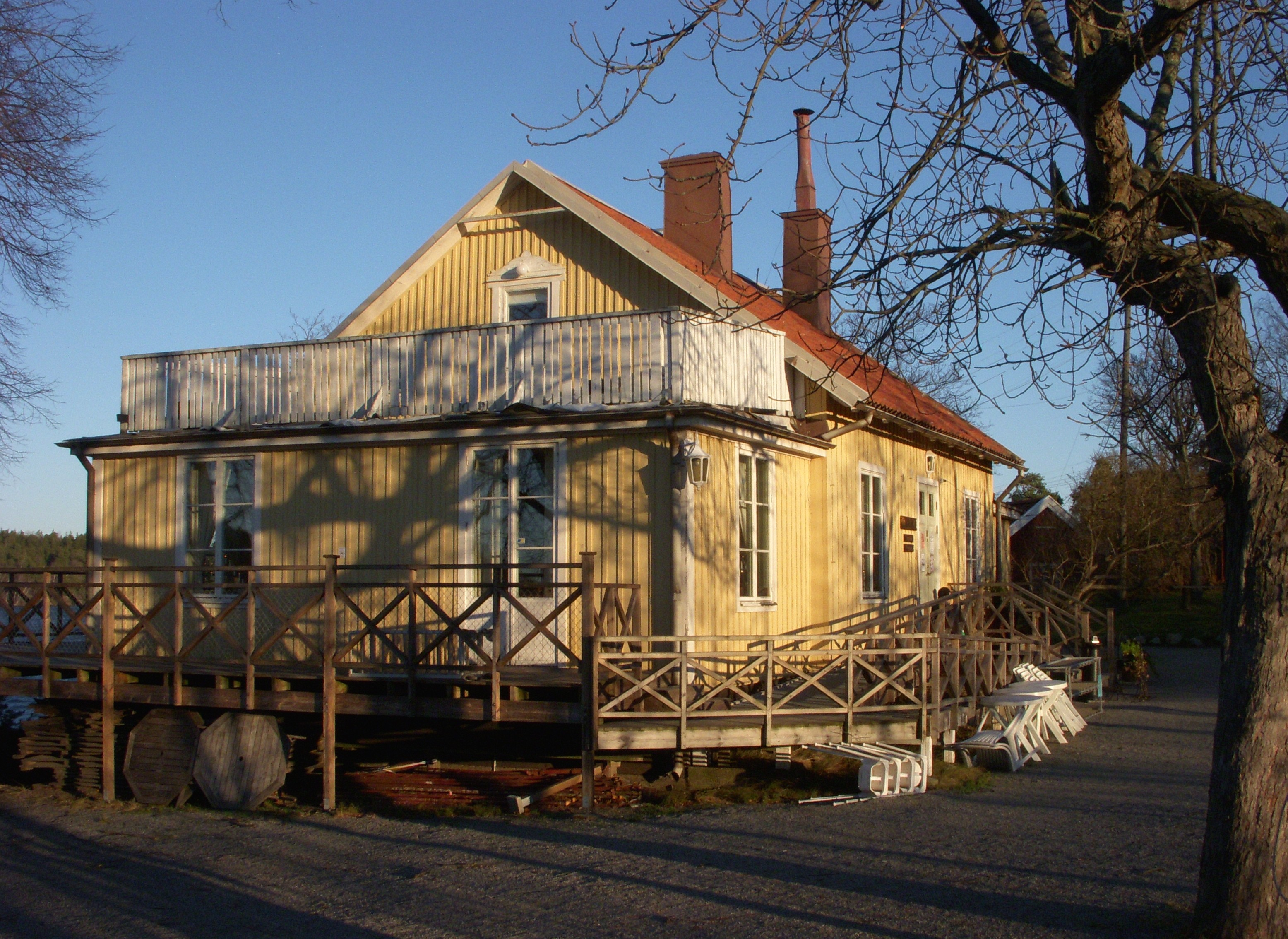
Udd-Caféet, december 2011
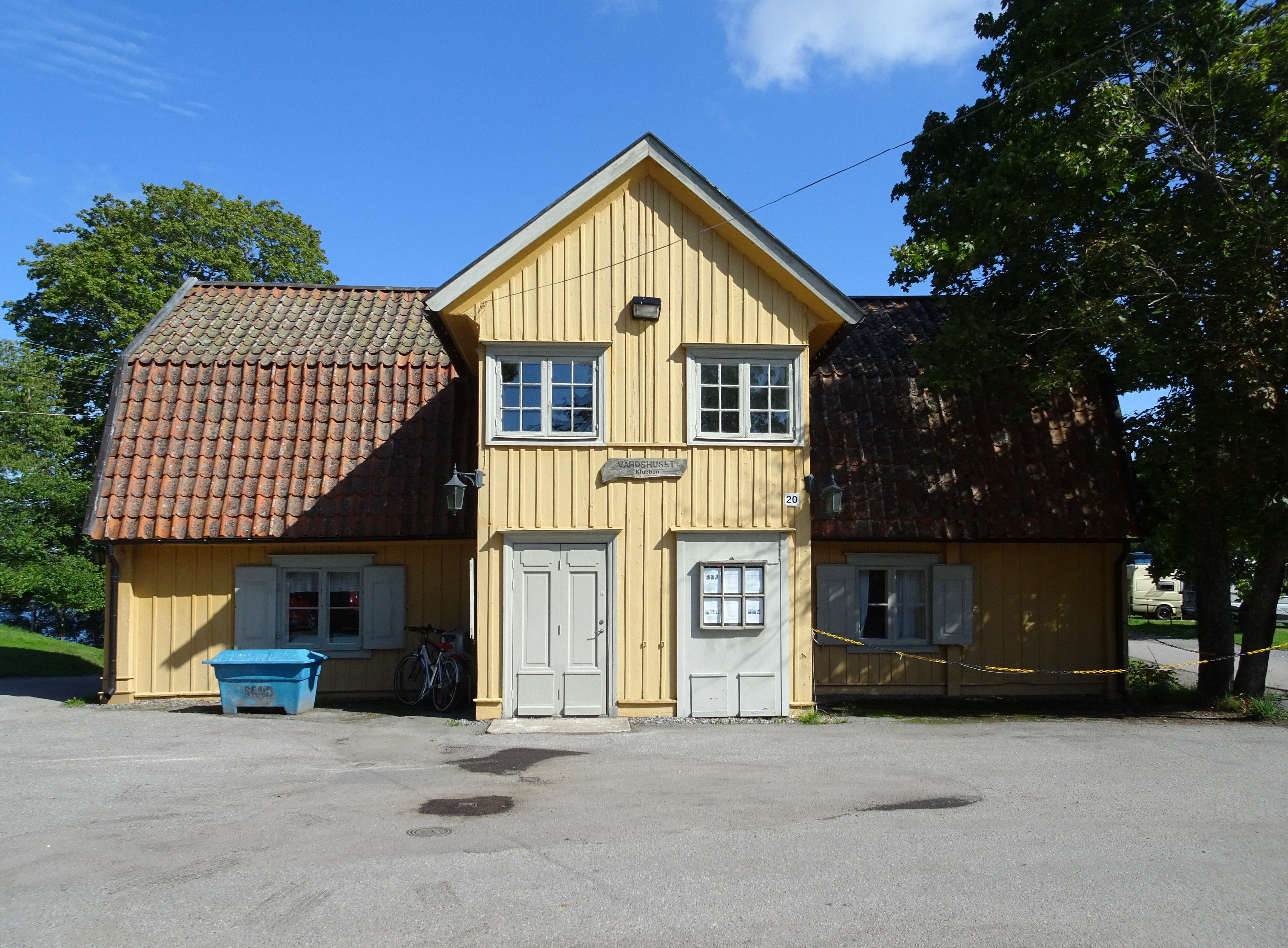
Klubbens värdshus, augusti 2019
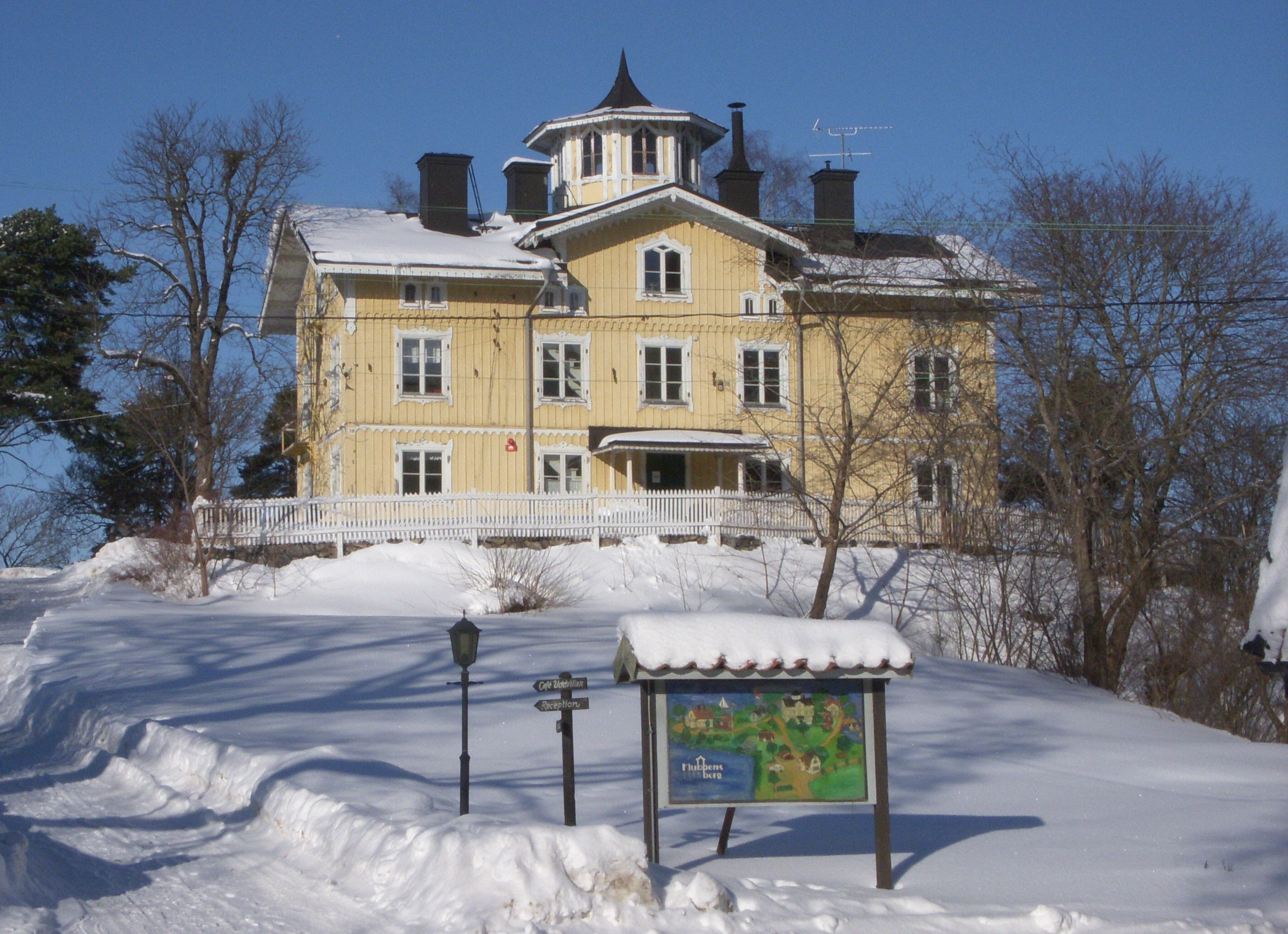
Tornvillan, februari 2010
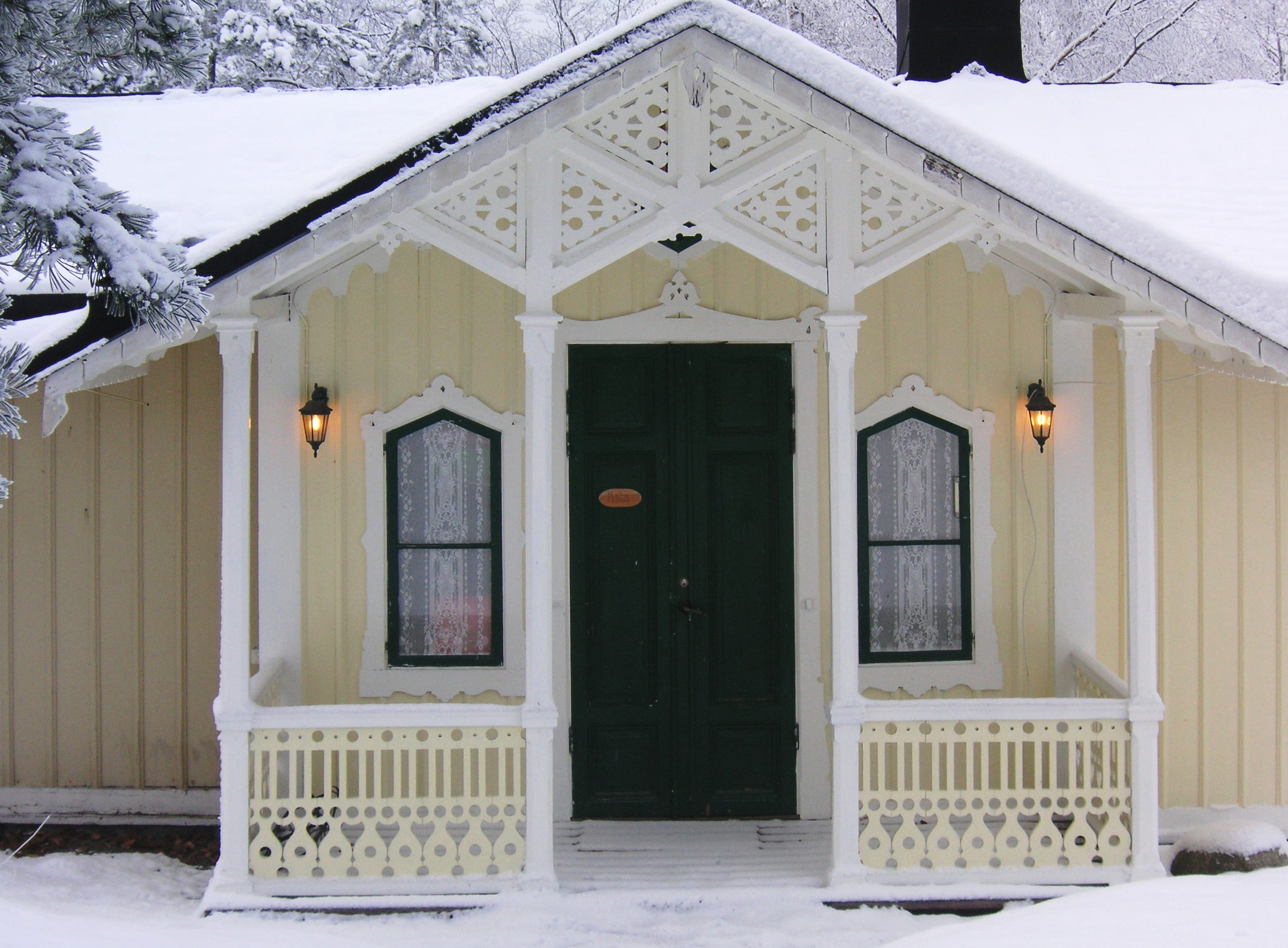
Trävillans förstukvist, 2006
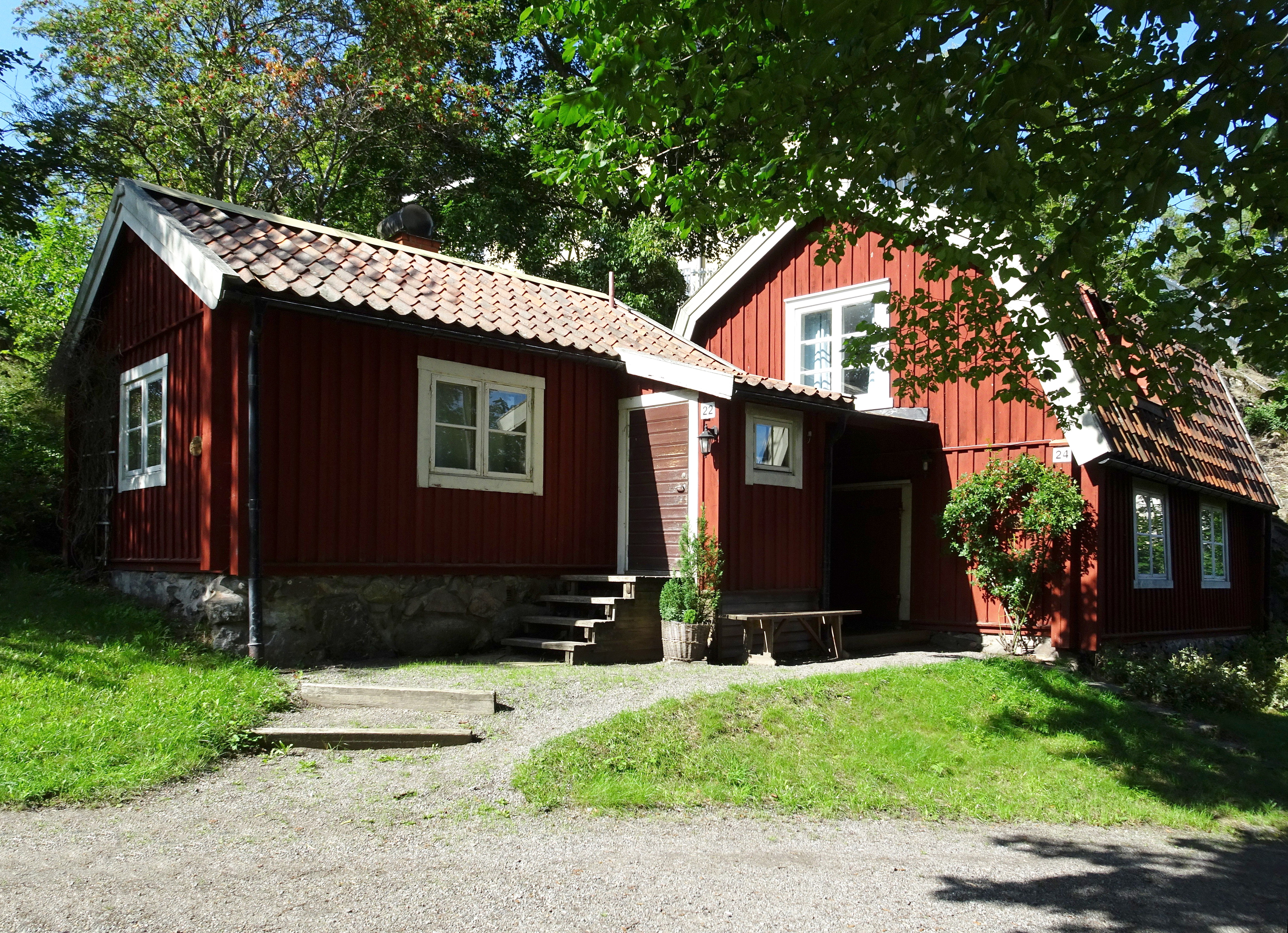
Lilla krogen och Fader Höks krog, 2019